# Solenopsis trihasta
Solenopsis trihasta es una especie de hormiga del género Solenopsis, subfamilia Myrmicinae.